# Daniel Heinsius
Daniel Hensius, também grafado como Daniel Heins (Gante, 9 de Junho de 1580 - Haia, 25 de Fevereiro de 1655) foi um dos acadêmicos mais famosos do Renascimento nos Países Baixos.

## Juventude e Início dos Estudos
Os problemas causados pela guerra com a Espanha, levou os pais de Hensius a se fixarem, primeiramente, em Veere na Zelândia, então para a Inglaterra, voltando posteriormente aos Países Baixos na cidade de Rijswijk e por último em Vlissingen. Em 1596, sendo já notável por suas realizações, ele foi enviado à Universidade de Franeker para estudar Direito sob a supervisão de Henricus Schotanus. Em 1598 ele se mudou para Leiden, onde viveu até o seu falecimento. Lá ele foi aluno de Joseph Justus Scaliger e conheceu Philips van Marnix, Janus Dousa, Hugo Grócio, Paulus Merula e outros, sendo visto com respeito por esses célebres homens e pela sociedade.

## Professor na Universidade de Leiden
Com sua proficiência em línguas clássicas, ganhou o respeito dos maiores acadêmicos da Europa, sendo convidado para trabalhar em várias instituições, mas ele não tinha pretensões de sair dos Países Baixos. Logo destacou-se na Universidade de Leiden, começando a lecionar em 1602, em 1603 foi indicado como professor de poesia, em 1605 como professor de Grego e, após a morte de Merula em 1607, assumiu o cargo como o 4° bibliotecário da Biblioteca da Universidade de Leiden. Como um estudioso clássico, Heinsius editou vários clássicos Gregos e Latinos, entre eles: Hesíodo (1603), Teócrito e Mosco (1603), Ars poetica de Aristóteles (1610), Clemente de Alexandria (1616), Terêncio (1618).
Sua maior influência foi o seu tratado "De tragica constitutione" (Como fazer uma tragédia, 1611). É um versão pessoal e de fácil acesso do que Aristóteles havia escrito sobre tragédia em seu Poetics. Uma edição revisada aparece em 1643 com um título diferente: De constitutione tragoediae.
Em 1609 ele imprimiu sua primeira versão de discursos Latinos. Cada vez mais volumes foram impressos até a sua edição final em 1642, que compilava 35 discursos. A coleção foi encerrada com a irônica "Laus pediculi" (Em louvor do piolho), que foi traduzido para o inglês por James Guitard em 1634.

## Poesia Latina
Heinsius primeiro chamou a atenção para si mesmo como um poeta latino, com a tradução da tragédia de Seneca Auriacus, sive libertas saucia. Em 1607/8 ele escreveu outra tragédia, Herodes infanticida (O Massacre dos Inocentes), que foi publicada em 1632. Ele foi, no entanto, especialmente prolífico em escrever elogios, os quais foram dedicados em sua maior parte ao seu amor por uma garota chamada Rossa. Coleções cada vez maiores e revisadas de seu Poemata, contendo também outros gêneros, foram impressas.

## Poesia Neerlandesa
Em 1601 ele publicou, sob o pseudônimo de Theocritus à Ganda (Teócritus de Ghent), Quaeris quid sit Amor...? (Você pergunta qual é o amor?), o primeiro livro emblemático em neerlandês. Ele foi reeditado em 1606/7 com o título Emblemata amatoria (Emblemas do Amor). Um segundo livro emblemático, Spiegel vande doorluchtige vrouwen (Espelhos de mulheres ilustres), foi publicado em 1606. Heinsius também se aventurou dentro da poesia neerlandesa e seus trabalhos foram reunidos pelo seu amigo Petrus Scriverius e publicado como Nederduytsche poemata (Poemas Neerlandeses) em 1616. Seus poemas foram admirados por Martin Opitz, o qual, ao traduzir os poemas de Heinsius, introduziu no público alemão o uso dos Verso alexandrino.

## Seus últimos anos
Em 1617 ele casou-se com Ermgard Rutgers, irmã de Janus Rutgersius (pseudônimo de Johan Rutgers 1589-1625), um dos pupilos favoritos de Scaliger. Eles tiveram dois filhos: Nikolas (1620), que foi um famoso poeta latino e colecionador de livros, e Elizabeth (1623). No Sínodo de Dort (1618-1619), Heinsius foi secretário em nome dos Estados Gerais dos Países Baixos. Posteriormente, ele focou mais atenção na teologia e trabalhou no texto grego do Novo Testamento para a edição Elzeviers (1624, 1633). Nesses anos ele também escreveu um enorme poema didático chamado De contemptu mortis (No desprezo da morte, 1621), que contém uma estoica cristã. Sua mulher faleceu em 1633 e Hensius entrou em conflito com o seu colega Claudius Salmasius em 1631. Ele se tornou cada vez mais solitário e amargurado, parando de lecionar em 1647 e falecendo em 1655, sendo sepultado em Leiden.

## Publicações
- Iambi (1602),
- Elegiarum libri III. Mair, Leiden 1603. (Online)
- Emblemata amatoria, Gedichte auf Niederländisch und Latein, wurden erstmals 1604 gedruckt. (Online)
- Danielis Heinsii Poemata Latina Et Graeca. Janßon, Amsterdam 1605. (Online der Ausg. 1649)
- Hesiod Hesiodi Ascraei quae extant, Cum Graecis scholiis, Procli, Moschopuli, Tzetzae, in Erga kai Hēmeras: Io. Diaconi & incerti in reliqua. Plantin, Ravelingen 1603. (Online)
- Theokrit (1604), Bion und Moschos (1604)
- Danielis Heinsii Orationes aliquot, quarum indicem sequens exhibebit pagina. Cum dissertatione de libello, quem peri kosmō vulgo inscribunt, & Aristoteli attribuunt. Leiden, Patius 1609. (Online)
- Horaz (1610)
- Aristoteles, Seneca (1611)
- In cruentum Christi sacrificium, siue Domini passionem, homilia. Elzevir, Leiden 1613. (Online)
- Das Massaker der Unschuldigen (Tragödie) (1613)
- De politica sapientia oratio. Elzevir, Leiden 1614. (Online)
- Oratio Politica. Elzevir, Leiden 1613. (Online)
- Cras Credo Hodie Nihil. Sive Modus tandem sit ineptiarum. Satyra Menippaea. Hallmayer, Nürnberg 1626. (Online)
- Laus Pediculi: quondam Solis Mendicorum Patribus conscriptis a Daniele Heinsio inscripta, nunc Cum omnibus iis, quorum deliciea sunt, Animalculum istud nutrire vel venari, communicata. Gelasimus Sticho. 1629. (Online)
- Sacrarum exercitationum ad novum testamentum libri XX. Daniel, Cambridge 1640. (Online)
- De tragoediae constitutione liber. Elzevir, Leiden 1643. (Online)